# Стрелец (област Велико Търново)
Вижте пояснителната страница за други населени места с името Стрелец.
 Тази статия е за селото в Област Велико Търново.  За другото българско село с това име вижте Стрелец (Област Стара Загора).  За други значения вижте Стрелец.
Стрелец е село в Северна България. То се намира в община Горна Оряховица, област Велико Търново.

## География
Приблизителната надморска височина на селото е около 400 м., което му осигурява живописна гледка над околния пейзаж.
Селото граничи със селата Драганово, Паисий. От Драганово до селото се стига по асфалтов път, който минава през гора около 10 км и много често се срещат диви животни: елени, катерици, зайци, диви свине.
Накрая на селото има 2 язовира. Много рибари ги предпочитат за улов и почивка. По горски път може да се стигне до с. Орловец и 12 км от селото се намира с. Петко Каравелово, което е свързано с жп линията Горна Оряховица- Русе.
В центъра на селото има паметник на загиналите в Балканската война.
На паметника има гнездо на щъркели, които ежегодно идват и гнездят.
По-голямата част от населението е християнско.
Селото разполага със здравна служба, с медицински персонал и стоматологичен кабинет.

## Население
Численост на населението според преброяванията през годините:
| \| Година на преброяване \| Численост \| \| --------------------- \| --------- \| \| 1934 \| 1855 \| \| 1946 \| 1922 \| \| 1956 \| 1612 \| \| 1965 \| 1188 \| \| 1975 \| 842 \| \| 1985 \| 588 \| \| 1992 \| 547 \| \| 2001 \| 448 \| \| 2011 \| 328 \| \| 2021 \| 251 \| |           |
| Година на преброяване | Численост |
| 1934 | 1855      |
| 1946 | 1922      |
| 1956 | 1612      |
| 1965 | 1188      |
| 1975 | 842       |
| 1985 | 588       |
| 1992 | 547       |
| 2001 | 448       |
| 2011 | 328       |
| 2021 | 251       |

### Етнически състав
Преброяване на населението през 2011 г.
Численост и дял на етническите групи според преброяването на населението през 2011 г.:
|                     | Численост | Дял (в %) |
| Общо                | 328       | 100.00    |
| Българи             | 200       | 60.97     |
| Турци               | 113       | 34.45     |
| Цигани              | 0         | 0.00      |
| Други               |           |           |
| Не се самоопределят |           |           |
| Неотговорили        | 13        | 3.96      |

## Културни и природни забележителности
В центъра на селото има красива църква, като на високото ѝ кубе са монтирани още в първата половина на миналия век три големи часовника, които бавно и ритмично отмерват времето на отминалите дни.

## Редовни събития
Всяка година през последната седмица на месец август се провежда общоселски събор, като селото събира и приютява за няколко дни разпилелите се по различните краища на страната близки, роднини и приятели. Традиционната гозба, поднасяна във всяка къща на този ден, е печено агне приготвено в специална зидана пещ, която присъства в интериора на всяка къща.

## Личности
Родени в Стрелец
- Петър Стоянов, (1881 – 1954), бивш кмет на Варна
- д-р Стефан Черкезов е бил лекар в селото и е участвал в спасяването на хора в трагичен инцидент около Горна Оряховица. Впоследствие на неговата трагична смърт в същия инцидент, след смъртта му преименуват болницата във Велико Търново на негово име.